# Psychotria hirsuticalyx
Psychotria hirsuticalyx là một loài thực vật có hoa trong họ Thiến thảo. Loài này được (R.D.Good) Figueiredo mô tả khoa học đầu tiên năm 2007.